# Epiecia externella
Epiecia externella là một loài bướm đêm trong họ Crambidae.